# Walter Oettinghaus

Walter Oettinghaus

Walter Oettinghaus bzw. Öttinghaus (* 26. Februar 1883 in Gevelsberg; † 17. September 1950 in Ennepetal) war ein sozialistischer Politiker und Gewerkschafter.

## Leben und Wirken
Der Metallarbeiter Oettinghaus schloss sich 1901 der SPD an und war seit 1905 ehrenamtlicher und ab 1910 hauptamtlicher Geschäftsführer des Deutschen Metallarbeiter-Verbandes (DMV) in seiner Heimatstadt. Im gleichen Jahr wurde er darüber hinaus in den Gemeinderat von Milspe und den Provinziallandtag der Provinz Westfalen gewählt. Während des Ersten Weltkrieges kurzzeitig Soldat, trat Oettinghaus 1917 der neu gegründeten USPD bei und war während der Novemberrevolution Volkskommissar für den Kreis Schwelm und Mitglied des Arbeiter- und Soldatenrates in Milspe. Während des Kapp-Putsches 1920 gehörte Oettinghaus zur politischen Leitung der Roten Ruhrarmee.
Im Juni 1920 wurde Oettinghaus für den Wahlkreis Westfalen-Süd in den Reichstag gewählt, welchem er zunächst bis zum Mai 1924 angehörte, im September 1922 schloss er sich wie das Gros der USPD wieder der SPD an, deren Kreisorganisation in Schwelm er in den Folgejahren leitete. Der zum linken Parteiflügel innerhalb der SPD um Paul Levi, Max Seydewitz und Kurt Rosenfeld zählende Oettinghaus wurde 1930 erneut in den Reichstag gewählt, wo er zu der Gruppe von neun SPD-Abgeordneten zählte, welche die Tolerierungspolitik seiner Partei gegenüber der Regierung von Heinrich Brüning offen kritisierten und in mehreren Fällen, so in den Abstimmungen zum Bau des Panzerschiffs A die Fraktionsdisziplin brachen.
Nach einer erfolglosen Kandidatur zum Parteivorstand auf dem SPD-Parteitag im Juni 1931 in Leipzig erklärte Oettinghaus Ende September des Jahres seinen Übertritt zur KPD und versuchte die Gründung der SAPD durch seine bisherigen Genossen um Rosenfeld und Seydewitz zu verhindern. Obwohl Oettinghaus der RGO-Politik der KPD kritisch gegenüberstand, wurde er aus dem DMV ausgeschlossen und später in die RGO-Reichsleitung aufgenommen. Bei den Reichstagswahlen im Juli und November 1932 wurde er, diesmal für die KPD, in seinem alten Wahlkreis Westfalen-Süd erneut in den Reichstag gewählt.
Nach der „Machtübernahme“ der NSDAP gelang es Oettinghaus in der Nacht des Reichstagsbrandes unterzutauchen und im Mai 1933 in die Niederlande zu flüchten. Hier und später im französischen Exil arbeitete er eng mit Willi Münzenberg zusammen und war im Koordinationsausschuß deutscher Gewerkschafter aktiv. Auf Grund seiner Kritik an den Moskauer Schauprozessen und am Hitler-Stalin-Pakt wurde Oettinghaus aus der KPD ausgeschlossen. Nach Kriegsbeginn war Oettinghaus in Frankreich zeitweise interniert und nach der französischen Niederlage 1940 durch ein Auslieferungsersuchen des Deutschen Reiches gefährdet; ihm gelang es 1941 über Algerien und Mexiko in die USA zu flüchten. Auch in der Emigration beteiligte er sich am Widerstand gegen das NS-Regime, insbesondere an Überlegungen hinsichtlich einer Nachkriegsordnung für Deutschland.
1948 kehrte der durch einen Schlaganfall schwer erkrankte Oettinghaus nach Deutschland zurück, wo er sich bis zu seinem Tod wieder gewerkschaftlich engagierte.